# Pedro Antonio de Aragón
Pedro Antonio Ramón Folch de Cardona, más conocido como Pedro Antonio de Aragón (Lucena, 1611-Madrid, 1690), fue un político y militar español, que estuvo a las órdenes de Felipe IV y Carlos II de España.

## Biografía
Hombre culto, ocupó distintos cargos de la máxima importancia para la Corte, llegando a ser virrey y capitán general de Cataluña (1642-1644) en los inicios de la guerra de los segadores, en la que la caballería bajo su mando fue derrotada en las batallas de Montmeló y La Granada. Fue ayo del príncipe Baltasar Carlos, a cuya muerte se retiró de la corte hasta su nombramiento como embajador en Roma. Posteriormente sucedió a su hermano el cardenal Pascual de Aragón en el puesto de Virrey de Nápoles (1666 - 1671), en cuyas funciones expulsó del reino a los ciudadanos franceses en represalia por la Guerra de Devolución habida entre España y Francia, y dispuso el envío de tropas al sitio de Candía y a los alzamientos en Cerdeña.
Durante su estancia de diez años en Italia (1662-1672), reunió una importante colección artística y una singular biblioteca personal (unos 3.600 volúmenes) de gran valor, que donó al Monasterio de Poblet tras su regreso a España. Allí reposan sus restos, en el panteón familiar de la casa ducal de Cardona.

### Matrimonios
Casó en Madrid en primeras nupcias, el 11 de agosto de 1629 con Jerónima de Guzmán-Dávila y Enríquez de Ribera, II marquesa de Povar con quien sólo tuvo una hija que murió joven. En segundas nupcias contrajo matrimonio con Ana Fernández de Córdoba-Figueroa y Enríquez de Ribera, hija del V marqués de Priego y V duque de Feria, Alonso Fernández de Córdoba-Figueroa el Mudo. No tuvo descendencia de este matrimonio. Por tercera vez, casó en Madrid, el 26 de septiembre de 1680 con Ana Catalina de la Cerda, hija de Juan Francisco de la Cerda, VIII duque de Medinaceli.
| Predecesor: Juan Ramírez de Arellano | Virrey de Cataluña 1642 - 1644               | Sucesor: Andrea Cantelmo               |
| Predecesor: Pascual de Aragón        | Virrey de Nápoles 1666 - 1671                | Sucesor: Fadrique Álvarez de Toledo    |
| Predecesor: Pascual de Aragón        | Presidente del Consejo de Aragón 1677 - 1690 | Sucesor: Melchor de Navarra y Rocafull |
| Predecesor: Joaquín I                | Conde de Prades 1670 - 1690                  | Sucesor: Catalina I                    |